# فلاديمير مارتينوفيتش
فلاديمير مارتينوفيتش هو لاعب كرة قدم صربي في مركز الدفاع، ولد في 6 أبريل 1973 في زمون ‏ في صربيا. شارك مع منتخب صربيا والجبل الأسود لكرة القدم. أما مع النوادي، فقد لعب مع نادي بارتيزان ونادي فولن ونادي فويفودينا ونادي نوشاتل زاماكس.

## وصلات خارجية
- فلاديمير مارتينوفيتش على موقع قاعدة بيانات كرة القدم.إي يو (الإنجليزية)
- فلاديمير مارتينوفيتش على موقع ناشيونال فوتبول تيمز (الإنجليزية)